# Paroisse de Grebo

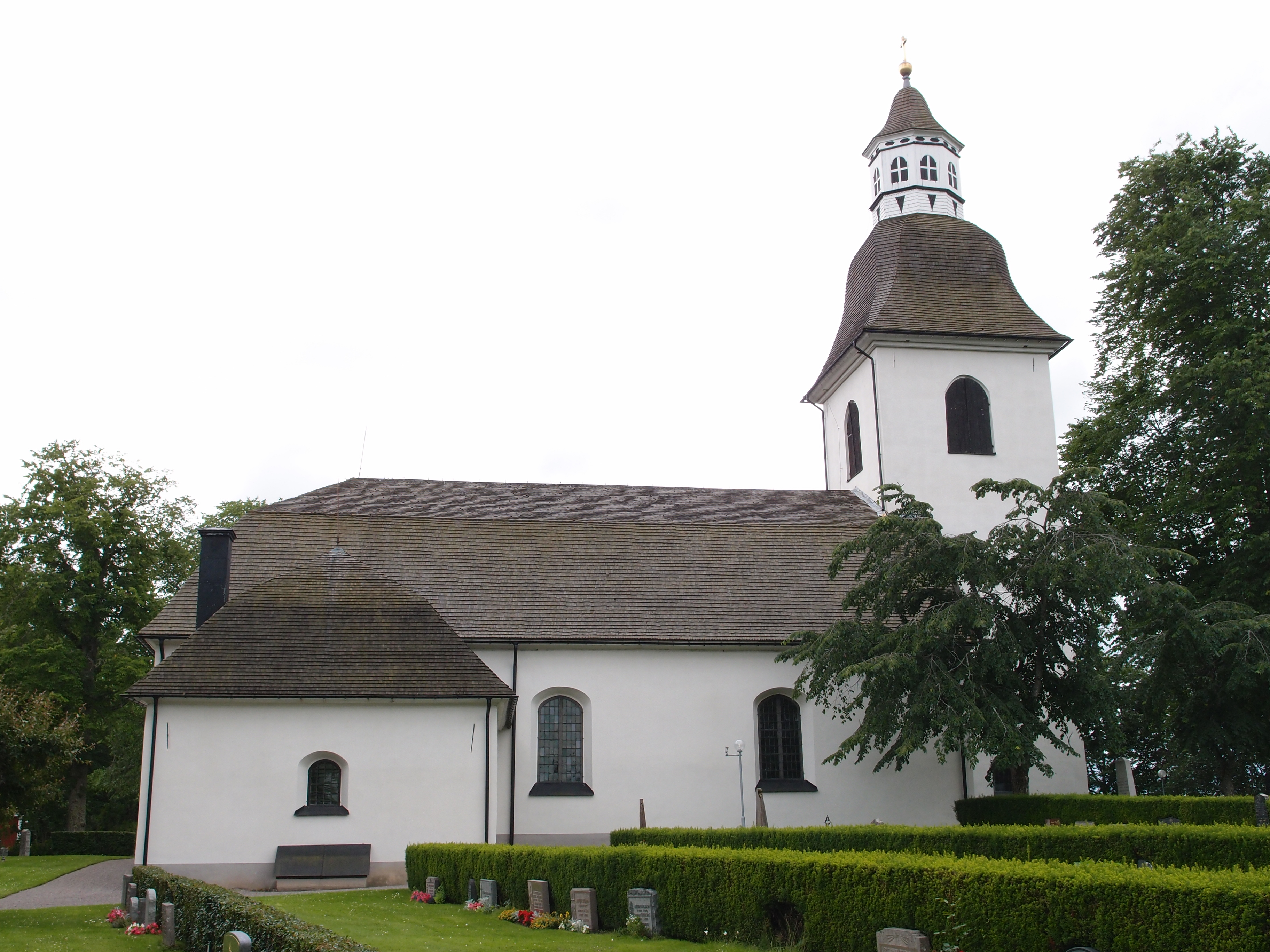
L' en 2013.

La paroisse de Grebo était une paroisse du diocèse de Linköping (Église de Suède) situé dans la municipalité d'Åtvidaberg du comté d'Östergötland. La paroisse devint, en 2006, à la paroisse de Grebo-Värna, et en 2010 la paroisse d'Åtvids.
La paroisse était centrée sur l’église de Grebo (sv).

## Sources
- (sv) Cet article est partiellement ou en totalité issu de l’article de Wikipédia en suédois intitulé « Grebo församling » (voir la liste des auteurs).